# Allan Stewart (Politiker)
Allan Stewart (* 1. Juni 1942; † 7. Dezember 2016) war ein schottischer Politiker.

## Politischer Werdegang
Seit 1924 stellte die Unionist Party/Conservative Party den Abgeordneten des Wahlkreises East Renfrewshire. Nachdem Betty Harvie Anderson zu den Unterhauswahlen 1979 nicht mehr antrat, bewarb sich Stewart für die Konservativen um das Mandat des Wahlkreises. Am Wahltag konnte sich Stewart mit einem Stimmenanteil von 49,9 % deutlich gegen seine drei Kontrahenten durchsetzen und zog in der Folge erstmals in das britische Unterhaus ein.
Im Zuge der Wahlkreisreform im Vorfeld der Wahlen 1983 wurde der Wahlkreis aufgelöst. Aus diesem Grund kandidierte Stewart im neugeschaffenen Wahlkreis Eastwood, in welchen weite Teile von East Renfrewshire übernommen wurden. Er gewann das Mandat und verteidigte es bei den folgenden Wahlen 1987 und 1992 Zuletzt war Stewart im Scottish Office als Staatssekretär für Wirtschaft und Verkehr eingesetzt. Ausgiebige Medienbeachtung fand ein Vorfall, bei dem er Demonstranten gegen den Ausbau der M77 in Glasgow mit einer Spitzhacke bedrohte. Nachdem sich sein Gesundheitszustand im Frühjahr 1997 verschlechtert hatte, kündigte er an, für keine weitere Amtsperiode zu kandidieren. Zum Ende der Wahlperiode schied er aus dem House of Commons aus. Insgesamt sind 8406 Beiträge Stewarts im Parlament verzeichnet.
Bei den folgenden Unterhauswahlen 1997 schickten die Konservativen Paul Cullen ins Rennen, der jedoch dem Labour-Kandidaten Jim Murphy unterlag.